# European Journal of Entomology
European Journal of Entomology is een internationaal wetenschappelijk tijdschrift dat zich richt op de entomologie. Het tijdschrift wordt uitgegeven door Academie van Wetenschappen van de Tsjechische Republiek in samenwerking met het Tsjechisch Entomologisch Genootschap. 
Het tijdschrift verscheen voor het eerst in 1904 als uitgave van het Tsjechisch Entomologisch Genootschap onder de titel "Acta Societatis Entomologicae Bohemiae". De titel werd diverse malen gewijzigd. Haar huidige vorm en titel bereikte het tijdschrift in 1993. Sinds 2008 verschijnt er ook een webeditie, die sinds 2016 de papieren editie volledig vervangt. Sinds die volledige overgang naar elektronisch publiceren kennen alle artikelen vrije toegang onder de Creative Commons licentie "naamsvermelding".
Op de "omslag" van het tijdschrift prijkt een illustratie van de vuurwants (Pyrrhocoris apterus), door Europese entomologen als modelorganisme gebruikt.